# Metahadzia adriatica
Metahadzia adriatica is een vlokreeftensoort uit de familie van de Hadziidae. De wetenschappelijke naam van de soort is voor het eerst geldig gepubliceerd in 1979 door Pesce.